# БМП-3
БМП-3 је руско амфибијско борбено возило пешадије, које је директни наседник БМП-1 и БМП-2. Уведено је у наоружање совјетске војске 1990. године, када је први пут и приказано у јавности. Возило се креће помоћу гусеница и развијено је да напада оклопљене циљеве на земљи и у ваздуху. Најефикасније дејствује у мировању, али може да врши дејства и док се креће или плови.

## Наоружање
Главно оружје БМП-3 је полуаутоматски топ 2А70 од 100мм, који се може користити за испаљивање граната ФРАГ или навођених антитенковских ракета 3УБК10. Домет гранате је 4.000 метара, а почетна брзина је 250 m/s. У аутоматски пуњач се може ставити 22 гранате, док се борбени комплет чини четрдесет граната. Брзина паљбе је 10 граната у минуту.
Возило користи и вођене ракете 9М117 Бастион (НАТО ознака АТ-10 Стабер). Оне се користе против тенкова са реактивним оклопом или хеликоптера у ниском лету. Домет је између 100 и 4.000м.
У споредно наоружање спадају аутоматски топ 2А72 калибра 30 mm, два митраљеза калибра 7,62 mm и један 5,45 mm.

## Оклоп
БМП-3 може бити опремљен оклопом Арена, чији се систем састоји од детектора мете, радара, рачунара, процесора и заштитне муниције. Систем је аутоматизован: радар преноси податке до рачунара, који одређује количину муниције и контролише испаљивање. Возило такође може бити опремљено и са заштитним системом Штора, који служи за борбу против антитенковског навођеног оружја.
Труп и купола су заштићени оклопом направљеним од легуре алуминијума. Купола је такође заштићена и челичним тракама монтираним на спољашњи део куполе. На бочним странама се налазе монтажно - демонтажне оклопне плоче, а на предњем делу возила се налази заштита у виду дуплог дна.

## Контрола ватре и системи за осматрање
Контрола ватре се врши аутоматски, али је нишанџија и командир могу пребацити у ручни начин рада. У систем за контролу ватре спадају балистички рачунар 1В539 , електро-механички стабилизатор наоружања 2Е52 и ласерски трагач 1Д16. Место нишанџије је опремљено главним нишаном 1К13-2, који се може користити и за ноћно и дневно осматрање, као и специјалним дневним нишаном ППД-1. Место командира је такође опремљено са два нишана: дневним нишаном 1ПЗ-10 и комбинованим дневно/ноћни нишаном ТКН-3.

## Корисници
- Азербејџан - 4
- Кипар - 43
- Грчка - Грчка је 2008. наручила 415 БМП-3М, али је набавка отказана
- Индонезија - 17 (+37)
- Кувајт - 118
- Русија - 693
- Јужна Кореја - 60
- Шри Ланка - 45
- Сирија - непознат број
- Украјина - 4
- Уједињени Арапски Емирати - 250 за Абу Даби и 402 за Дубаи
- Туркменистан - 4
- Венецуела - 130 (+ 250-400)